# Alte Rheinbrücke Vaduz–Sevelen
Alte Rheinbrücke Vaduz–Sevelen (Den gamle bro over Rhinen mellem Vaduz og Sevelen) er en træbro over Rhinen, som forbinder Liechtensteins hovedstad Vaduz med kommunen Sevelen i Kanton Sankt Gallen i Schweiz. Broen er 135 meter lang og er den sidste bevarede træbro over Rhinen på dens løb i Alperne.
Den første bro over Rhinen mellem Vaduz og Sevelen blev opført 1870–71. Eftersom Rhinens opdæmning blev forhøjet gennem årene, var man også nødt til at gøre broen højere over to omgange i hhv. 1874–75 og 1886. Den tidligere bros dårlige tilstand gjorde en nybygning nødvendig, og den nuværende træbro opførtes 1900–01 på den tidligere bros piller.